# 搜狗地圖
搜狗地圖，原名圖行天下（Go2Map），是中國的網際網路地圖服務網站，創立於1999年5月，於2005年被搜狐收購後，改名为搜狗地圖，2022年全部整合進入騰訊地圖。

## 歷史
1999年5月，搜狗地图的前身图行天下（Go2Map）成立，为网民提供互联网地图服务。后更名为北京图行天下信息咨询有限责任公司。2005年4月12日，搜狐花费930万美元收購图行天下，并把图行天下在基于在线地图服务方面的技术应用于搜狐的搜索引擎产品以及其它在线内容等方面。在收購的一個月後，改称為搜狗地图。
2017年7月18日，搜狗地图首创支持用户全程进行语音交互的“智能副驾”，包括语音查地点并发起导航、语音设置途经点、语音设置路线、语音问路况、语音沿途搜、语音查周边、语音操作地图等功能。
2020年1月10日，搜狗地图发布了中國大陸首个手机地图擴張實境驾驶导航功能。该导航能通过手机相机实时呈现窗外实景，并实时分辨车道、车、人、交通标志等物体，并与地图结合呈现信息，并实时计算车距。
2020年2月9月，因應2019冠狀病毒病疫情，搜狗地图提供“确诊患者小区查询”功能，方便用户更快捷了解到周边疫情状况，助力精准防控疫情。
2022年5月15日，搜狗地图彻底下架并关闭了所有服务，进入搜狗地图官网会重定向至腾讯地图官网。

## 簡介

### 視圖
- 傳統地圖：提供中國境內全境地圖。
- 衛星相片：提供俯視圖影像。
- 城市仿真三维影像：提供個別城市的仿真三維影像。

### 功能
- 周邊搜尋：結合搜狐搜尋引擎。
- 地址儲存：登入帳戶後，用戶可以无限量收藏地点、路线保存到云端伺服器，亦可以同步在电脑、手机、Pad客户端上。
- 規劃路線：提供點對點規劃路線，包括公共交通、駕駛導航。
- 分類搜尋：提供酒店、餐飲、生活服務、交通出行等分類資訊。
- 地鐵路線：可以瀏覽、查詢中國境內的地鐵路線及站點資訊。